# Ubisoft Tiwak
Ubisoft Tiwak — компания, специализирующаяся на разработке компьютерных игр. Размещается в городе Монпелье, Франция.

## История компании
Была основана как частная компания в августе 2000 года под именем Yeti Interactive. Просуществовав два года, в 2002 году, была переименована в Tiwak SAS. 12 января 2004 году появились сведения о заключении сделки между французским издательством Ubisoft и Tiwak SAS, в результате чего Tiwak SAS была поглощена, став дочерней компанией Ubisoft, и переименована в Ubisoft Tiwak.
В 2005 году вышла компьютерная игра Tork: Prehistoric Punk в жанре платформера. Игра была разработана эксклюзивно для игровой консоли Xbox.
В 2006 году компания занималась разработкой Xbox 360-версии Tom Clancy's Ghost Recon Advanced Warfighter, которая была создана на собственном игровом движке, YETI engine.
В 2007 году была выпущена Tom Clancy's Ghost Recon Advanced Warfighter 2, являющаяся прямым продолжением предыдущей игры, и Beowulf: The Game. Данные игры также базируются на движке YETI.

## Разработанные игры
- 2005 — Tork: Prehistoric Punk (Xbox)[3]
- 2006 — Tom Clancy's Ghost Recon Advanced Warfighter (Xbox 360)[4]
- 2007 — Tom Clancy's Ghost Recon Advanced Warfighter 2 (Xbox 360)[5]
- 2007 — Beowulf: The Game (PC, Xbox 360, PlayStation 3, PlayStation Portable)[7]